# Takut
Albums de Anggun, Deddy Dores, Acid Speed Band, Farid Hardja...
Dunia Aku Punya (Anggun)
(1986) Anak Putih Abu-Abu (Anggun)
(1991)
Compilations par Anggun
Laba Laba
(1990) Di Kota Mati
(1990)
Takut est une compilation indonésienne paru en 1990.

## Présentation
Cet album est une compilation de plusieurs artistes qui chante un morceau chacun : Anggun, Cut Irna, Freddy Tamaela, Lady Avisha, Farid Harja, Deddy Dores, Yevie Nabela, Dandung Sadewa, Daeng Jamal Purba et Acid Speed Band.
Cet album a également remporté un grand succès comme les deux précédent et a permis de renforcé le succès d'Anggun. La chanson d'Anggun remporte également un énorme succès.
Avec « Mimpi » et « Bayang Bayang Ilusi », « Takut » est réapparue sur le Best-Of d'Anggun sorti sur le marché indonésien et malaisien en 2006. Les chansons ont été réenregistrées pour ce best-of. Les nouveaux arrangements ont été faits par Andy Ayunir et l'Orchestre Saunine.

## Liste des titres
| 1.  | Takut              | Anggun            | 5:29 |
| 2.  | Kemelut            | Cut Irna          | 4:32 |
| 3.  | Kemana Ku Berjalan | Freddy Tamaela    | 5:26 |
| 4.  | Sempit Dan Sulit   | Lady Avisha       | 3:51 |
| 5.  | Asa                | Farid Harja       | 4:04 |
| 6.  | Hampir Lupa        | Deddy Dores       | 4:37 |
| 7.  | Sinar Kuta         | Yevie Nabela      | 4:25 |
| 8.  | Kata Kamu          | Dandung Sadewa    | 4:00 |
| 9.  | Setuju             | Daeng Jamal Purba | 3:35 |
| 10. | Lelyana            | Acid Speed Band   | 3:32 |